# Er Ægteskabet saadan?
Er Ægteskabet saadan? (originaltitel So This Is Marriage) er en amerikansk stumfilm fra 1924 instrueret af Hobart Henley.

## Medvirkende
- Conrad Nagel som Peter Marsh
- Eleanor Boardman som Beth Marsh
- Lew Cody som Daniel Rankin
- Clyde Cook som Mr. Brown
- Edward Connelly som Nathan
- John Boles som Uriah
- Warner Oland som David
- Mabel Julienne Scott som Bath-Sheba
- Miss DuPont som Vera Kellogg
- John Patrick som Augustus Sharp